# Manilkara le-testui
Manilkara le-testui är en tvåhjärtbladig växtart som beskrevs av André Aubréville och François Pellegrin. Manilkara le-testui ingår i släktet Manilkara och familjen Sapotaceae.
Artens utbredningsområde är Gabon. Inga underarter finns listade i Catalogue of Life.